# Eisschnelllauf-Weltcup 2011/12
Der Essent-ISU-Eisschnelllauf-Weltcup 2011/12 wurde für Frauen und Männer an acht Weltcupstationen in sieben Ländern ausgetragen. Der Weltcup-Auftakt vom 18. bis 20. November 2011 fand in Tscheljabinsk und der Weltcupabschluss vom 9. bis 11. März 2012 fand in Berlin statt. Hier wurden von den Frauen Strecken von 500 bis 5000 Meter und von den Männern von 500 bis 10.000 Meter gelaufen.
Neu im Programm sind der Massenlauf der Frauen (15 Runden) und der der Männer (20 Runden), welcher an drei Terminen stattfand. Als Demonstrationslauf wurde an zwei Terminen der Team-Sprint dreier Sportler über drei Runden ausgetragen. Hierbei scheidet nach jeder Runde ein Sportler aus, sodass die letzte Runde vom Schlussläufer alleine bestritten wird.
Siehe auch: Liste der Gesamtweltcupsieger im Eisschnelllauf

## Wettbewerbe

### Frauen

#### Weltcup-Übersicht
| Datum                                                                                    | Ort                                             | Disziplin                                    | Sieger                                                            | Zweiter                                                           | Dritter                                                           |
| ---------------------------------------------------------------------------------------- | ----------------------------------------------- | -------------------------------------------- | ----------------------------------------------------------------- | ----------------------------------------------------------------- | ----------------------------------------------------------------- |
| 18. bis 20. Nov. 2011                                                                    | Tscheljabinsk (Uralskaja Molnija)               | 500 m (18. Nov.)                             | Jing Yu                                                           | Maki Tsuji Thijsje Oenema                                         |                                                                   |
| 18. bis 20. Nov. 2011                                                                    | Tscheljabinsk (Uralskaja Molnija)               | 3000 m (18. Nov.)                            | Martina Sáblíková                                                 | Ireen Wüst                                                        | Claudia Pechstein                                                 |
| 18. bis 20. Nov. 2011                                                                    | Tscheljabinsk (Uralskaja Molnija)               | 500 m (19. Nov.)                             | Jing Yu                                                           | Sang-Hwa Lee                                                      | Jenny Wolf                                                        |
| 18. bis 20. Nov. 2011                                                                    | Tscheljabinsk (Uralskaja Molnija)               | 1500 m (19. Nov.)                            | Ireen Wüst                                                        | Christine Nesbitt                                                 | Marrit Leenstra                                                   |
| 18. bis 20. Nov. 2011                                                                    | Tscheljabinsk (Uralskaja Molnija)               | 1000 m (20. Nov.)                            | Christine Nesbitt                                                 | Margot Boer                                                       | Marrit Leenstra                                                   |
| 18. bis 20. Nov. 2011                                                                    | Tscheljabinsk (Uralskaja Molnija)               | Team (20. Nov.)                              | KanadaBrittany Schussler Cindy Klassen Christine Nesbitt          | NiederlandeIreen Wüst Diane Valkenburg Marrit Leenstra            | RusslandJulija Skokowa Jekaterina Lobyschewa Jekaterina Schichowa |
| 25. bis 27. Nov. 2011                                                                    | Astana (Eispalast Alau)                         | 500 m (25. Nov.)                             | Sang-Hwa Lee                                                      | Jenny Wolf                                                        | Thijsje Oenema                                                    |
| 25. bis 27. Nov. 2011                                                                    | Astana (Eispalast Alau)                         | 3000 m (25. Nov.)                            | Martina Sáblíková                                                 | Claudia Pechstein                                                 | Diane Valkenburg                                                  |
| 25. bis 27. Nov. 2011                                                                    | Astana (Eispalast Alau)                         | 500 m (26. Nov.)                             | Jenny Wolf                                                        | Sang-Hwa Lee                                                      | Nao Kodaira                                                       |
| 25. bis 27. Nov. 2011                                                                    | Astana (Eispalast Alau)                         | 1500 m (26. Nov.)                            | Christine Nesbitt                                                 | Claudia Pechstein                                                 | Ireen Wüst                                                        |
| 25. bis 27. Nov. 2011                                                                    | Astana (Eispalast Alau)                         | 1000 m (27. Nov.)                            | Christine Nesbitt                                                 | Thijsje Oenema                                                    | Margot Boer                                                       |
| 25. bis 27. Nov. 2011                                                                    | Astana (Eispalast Alau)                         | Massenstart (27. Nov.)                       | Mariska Huisman 8.08,90 min (CR)                                  | Claudia Pechstein                                                 | Kim Bo-reum                                                       |
| 2. bis 4. Dez. 2011                                                                      | Heerenveen (Thialf)                             | 500 m (2. Dez.)                              | Jing Yu                                                           | Sang-Hwa Lee                                                      | Wang Beixing                                                      |
| 2. bis 4. Dez. 2011                                                                      | Heerenveen (Thialf)                             | 5000 m (2. Dez.)                             | Martina Sáblíková                                                 | Claudia Pechstein                                                 | Stephanie Beckert                                                 |
| 2. bis 4. Dez. 2011                                                                      | Heerenveen (Thialf)                             | 500 m (3. Dez.)                              | Jing Yu                                                           | Jenny Wolf                                                        | Laurine van Riessen                                               |
| 2. bis 4. Dez. 2011                                                                      | Heerenveen (Thialf)                             | 1500 m (3. Dez.)                             | Christine Nesbitt                                                 | Ireen Wüst                                                        | Jekaterina Schichowa                                              |
| 2. bis 4. Dez. 2011                                                                      | Heerenveen (Thialf)                             | 1000 m (4. Dez.)                             | Christine Nesbitt                                                 | Jing Yu                                                           | Jekaterina Schichowa                                              |
| 2. bis 4. Dez. 2011                                                                      | Heerenveen (Thialf)                             | Team (4. Dez.)                               | KanadaBrittany Schussler Christine Nesbitt Cindy Klassen          | RusslandJekaterina Lobyschewa Jekaterina Schichowa Julija Skokowa | SüdkoreaLee Ju-yeon Noh Seon-yeong Kim Bo-reum                    |
| 2. bis 4. Dez. 2011                                                                      | Heerenveen (Thialf)                             | Demonstrationsrennen - Team-Sprint (4. Dez.) |                                                                   |                                                                   |                                                                   |
| Mehrkampfeuropameisterschaft in Budapest (Városligeti Műjégpálya), 6. bis 8. Januar 2012 |                                                 |                                              |                                                                   |                                                                   |                                                                   |
| 21. bis 22. Jan. 2012                                                                    | Salt Lake City (Utah Olympic Oval)              | 500 m (21. Jan.)                             | Sang-Hwa Lee                                                      | Nao Kodaira                                                       | Heather Richardson                                                |
| 21. bis 22. Jan. 2012                                                                    | Salt Lake City (Utah Olympic Oval)              | 1000 m (21. Jan.)                            | Christine Nesbitt                                                 | Heather Richardson                                                | Ireen Wüst                                                        |
| 21. bis 22. Jan. 2012                                                                    | Salt Lake City (Utah Olympic Oval)              | 500 m (22. Jan.)                             | Sang-Hwa Lee                                                      | Jing Yu                                                           | Jenny Wolf                                                        |
| 21. bis 22. Jan. 2012                                                                    | Salt Lake City (Utah Olympic Oval)              | 1000 m (22. Jan.)                            | Laurine van Riessen                                               | Marrit Leenstra                                                   | Monique Angermüller                                               |
| Sprintweltmeisterschaft in Calgary (Olympic Oval), 28. bis 29. Januar 2012               |                                                 |                                              |                                                                   |                                                                   |                                                                   |
| 11. bis 12. Feb. 2012                                                                    | Hamar (Vikingskipet)                            | 1500 m (11. Feb.)                            | Ireen Wüst                                                        | Christine Nesbitt                                                 | Marrit Leenstra                                                   |
| 11. bis 12. Feb. 2012                                                                    | Hamar (Vikingskipet)                            | 3000 m (12. Feb.)                            | Martina Sáblíková                                                 | Stephanie Beckert                                                 | Ireen Wüst                                                        |
| 11. bis 12. Feb. 2012                                                                    | Hamar (Vikingskipet)                            | Team (12. Feb.)                              | RusslandJekaterina Lobyschewa Jekaterina Schichowa Julija Skokowa | PolenNatalia Czerwonka Luiza Złotkowska Katarzyna Woźniak         | SüdkoreaKim Bo-reum Lee Ju-yeon Noh Seon-yeong                    |
| Mehrkampfweltmeisterschaft in Moskau (Eispalast Krylatskoje), 18. bis 19. Februar 2012   |                                                 |                                              |                                                                   |                                                                   |                                                                   |
| 2. bis 4. Mär. 2012                                                                      | Heerenveen (Thialf)                             | 500 m (2. Mär.)                              | Jing Yu                                                           | Margot Boer                                                       | Heather Richardson                                                |
| 2. bis 4. Mär. 2012                                                                      | Heerenveen (Thialf)                             | 5000 m (2. Mär.)                             | Martina Sáblíková                                                 | Stephanie Beckert                                                 | Claudia Pechstein                                                 |
| 2. bis 4. Mär. 2012                                                                      | Heerenveen (Thialf)                             | 500 m (3. Mär.)                              | Jenny Wolf                                                        | Jing Yu                                                           | Heather Richardson                                                |
| 2. bis 4. Mär. 2012                                                                      | Heerenveen (Thialf)                             | 1500 m (3. Mär.)                             | Ireen Wüst                                                        | Marrit Leenstra                                                   | Diane Valkenburg                                                  |
| 2. bis 4. Mär. 2012                                                                      | Heerenveen (Thialf)                             | 1000 m (4. Mär.)                             | Heather Richardson                                                | Ireen Wüst                                                        | Marrit Leenstra                                                   |
| 2. bis 4. Mär. 2012                                                                      | Heerenveen (Thialf)                             | Massenstart (4. Mär.)                        | Mariska Huisman                                                   | Claudia Pechstein                                                 | Foske van der Wal                                                 |
| 2. bis 4. Mär. 2012                                                                      | Heerenveen (Thialf)                             | Demonstrationsrennen - Team-Sprint (4. Mär.) |                                                                   |                                                                   |                                                                   |
| 9. bis 11. Mär. 2012                                                                     | Weltcup in Berlin (Sportforum Hohenschönhausen) | 500 m (9. Mär.)                              | Jing Yu                                                           | Sang-Hwa Lee                                                      | Jenny Wolf                                                        |
| 9. bis 11. Mär. 2012                                                                     | Weltcup in Berlin (Sportforum Hohenschönhausen) | 3000 m (9. Mär.)                             | Martina Sáblíková                                                 | Stephanie Beckert                                                 | Claudia Pechstein                                                 |
| 9. bis 11. Mär. 2012                                                                     | Weltcup in Berlin (Sportforum Hohenschönhausen) | 500 m (10. Mär.)                             | Jing Yu                                                           | Sang-Hwa Lee                                                      | Christine Nesbitt                                                 |
| 9. bis 11. Mär. 2012                                                                     | Weltcup in Berlin (Sportforum Hohenschönhausen) | 1500 m (10. Mär.)                            | Christine Nesbitt                                                 | Marrit Leenstra                                                   | Martina Sáblíková                                                 |
| 9. bis 11. Mär. 2012                                                                     | Weltcup in Berlin (Sportforum Hohenschönhausen) | 1000 m (11. Mär.)                            | Christine Nesbitt                                                 | Heather Richardson                                                | Zhang Hong                                                        |
| 9. bis 11. Mär. 2012                                                                     | Weltcup in Berlin (Sportforum Hohenschönhausen) | Team (11. Mär.)                              | KanadaBrittany Schussler Cindy Klassen Christine Nesbitt          | NiederlandeKim Bo-reum Noh Seon-yeong Lee Ju-yeon                 | RusslandJulija Skokowa Jekaterina Lobyschewa Jekaterina Schichowa |
| 9. bis 11. Mär. 2012                                                                     | Weltcup in Berlin (Sportforum Hohenschönhausen) | Massenstart (11. Mär.)                       | Mariska Huisman                                                   | Claudia Pechstein                                                 | Anna Rokita                                                       |
| Einzelstreckenweltmeisterschaft in Heerenveen (Thialf), 22. bis 25. März 2012            |                                                 |                                              |                                                                   |                                                                   |                                                                   |

#### 500 Meter
Endstand nach 12 Rennen
| Rang | Name                | Land                | Punkte |
| ---- | ------------------- | ------------------- | ------ |
| 1    | Jing Yu             | Volksrepublik China | 960    |
| 2    | Sang-Hwa Lee        | Südkorea            | 890    |
| 3    | Jenny Wolf          | Deutschland         | 869    |
| 4    | Margot Boer         | Niederlande         | 555    |
| 5    | Thijsje Oenema      | Niederlande         | 534    |
| 6    | Nao Kodaira         | Japan               | 507    |
| 7    | Wang Beixing        | Volksrepublik China | 485    |
| 8    | Maki Tsuji          | Japan               | 474    |
| 9    | Heather Richardson  | Vereinigte Staaten  | 451    |
| 10   | Christine Nesbitt   | Kanada              | 412    |
|      |                     |                     |        |
| 16   | Judith Hesse        | Deutschland         | 209    |
| 22   | Jennifer Plate      | Deutschland         | 122    |
| 24   | Monique Angermüller | Deutschland         | 095    |
| 37   | Heike Hartmann      | Deutschland         | 020    |

#### 1000 Meter
Endstand nach 7 Rennen
| Rang | Name                   | Land                | Punkte |
| ---- | ---------------------- | ------------------- | ------ |
| 1    | Christine Nesbitt      | Kanada              | 550    |
| 2    | Heather Richardson     | Vereinigte Staaten  | 459    |
| 3    | Marrit Leenstra        | Niederlande         | 420    |
| 4    | Margot Boer            | Niederlande         | 356    |
| 5    | Ireen Wüst             | Niederlande         | 314    |
| 6    | Laurine van Riessen    | Niederlande         | 300    |
| 7    | Jekaterina Schichowa   | Russland            | 219    |
| 8    | Zhang Hong             | Volksrepublik China | 211    |
| 9    | Jing Yu                | Volksrepublik China | 206    |
| 10   | Brittany Bowe          | Vereinigte Staaten  | 181    |
|      |                        |                     |        |
| 11   | Monique Angermüller    | Deutschland         | 169    |
| 21   | Judith Hesse           | Deutschland         | 100    |
| 25   | Gabriele Hirschbichler | Deutschland         | 059    |
| 32   | Heike Hartmann         | Deutschland         | 027    |
| 38   | Claudia Pechstein      | Deutschland         | 016    |
| 44   | Denise Roth            | Deutschland         | 02     |

#### 1500 Meter
Endstand nach 6 Rennen
| Rang | Name                   | Land        | Punkte |
| ---- | ---------------------- | ----------- | ------ |
| 1    | Christine Nesbitt      | Kanada      | 510    |
| 2    | Ireen Wüst             | Niederlande | 450    |
| 3    | Marrit Leenstra        | Niederlande | 401    |
| 4    | Martina Sáblíková      | Tschechien  | 276    |
| 5    | Diane Valkenburg       | Niederlande | 265    |
| 6    | Jekaterina Schichowa   | Russland    | 234    |
| 7    | Julija Skokowa         | Russland    | 185    |
| 8    | Jekaterina Lobyschewa  | Russland    | 182    |
| 9    | Ida Njåtun             | Norwegen    | 180    |
| 10   | Brittany Schussler     | Kanada      | 156    |
|      |                        |             |        |
| 11   | Claudia Pechstein      | Deutschland | 142    |
| 19   | Monique Angermüller    | Deutschland | 108    |
| 28   | Isabell Ost            | Deutschland | 029    |
| 33   | Gabriele Hirschbichler | Deutschland | 023    |
| 41   | Bente Kraus            | Deutschland | 010    |
| 43   | Anna Rokita            | Österreich  | 04     |

#### 3000/5000 Meter
Endstand nach 6 Rennen
| Rang | Name                 | Land        | Punkte |
| ---- | -------------------- | ----------- | ------ |
| 1    | Martina Sáblíková    | Tschechien  | 650    |
| 2    | Stephanie Beckert    | Deutschland | 410    |
| 3    | Claudia Pechstein    | Deutschland | 405    |
| 4    | Diane Valkenburg     | Niederlande | 295    |
| 5    | Linda de Vries       | Niederlande | 256    |
| 6    | Masako Hozumi        | Japan       | 225    |
| 7    | Cindy Klassen        | Kanada      | 225    |
| 8    | Ireen Wüst           | Niederlande | 210    |
| 9    | Olga Graf            | Russland    | 176    |
| 10   | Jewgenija Dmitrijewa | Russland    | 154    |
|      |                      |             |        |
| 23   | Isabell Ost          | Deutschland | 052    |
| 24   | Bente Kraus          | Deutschland | 050    |
| 28   | Anna Rokita          | Österreich  | 035    |
| 32   | Katrin Mattscherodt  | Deutschland | 025    |

#### Massenstart
Endstand nach 3 Rennen
| Rang | Name                   | Land               | Punkte |
| ---- | ---------------------- | ------------------ | ------ |
| 1    | Mariska Huisman        | Niederlande        | 320    |
| 2    | Claudia Pechstein      | Deutschland        | 310    |
| 3    | Anna Rokita            | Österreich         | 175    |
| 4    | Foske van der Wal      | Niederlande        | 160    |
| 5    | Maria Lamb             | Vereinigte Staaten | 155    |
| 6    | Brooke Lochland        | Australien         | 111    |
| 7    | Kim Bo-reum            | Südkorea           | 110    |
| 8    | Janneke Ensing         | Niederlande        | 085    |
| 9    | Karolina Domanska-Ksyt | Niederlande        | 075    |
| 10   | Nicole Garrido         | Kanada             | 056    |
|      |                        |                    |        |
| 11   | Isabell Ost            | Deutschland        | 054    |
| 22   | Kaitlyn McGregor       | Schweiz            | 016    |

#### Teamlauf
Endstand nach 4 Rennen
| Rang | Name               | Punkte |
| ---- | ------------------ | ------ |
| 1    | Kanada             | 390    |
| 2    | Russland           | 355    |
| 3    | Südkorea           | 320    |
| 4    | Polen              | 265    |
| 5    | Japan              | 150    |
| 6    | Niederlande        | 140    |
| 7    | Deutschland        | 122    |
| 8    | Vereinigte Staaten | 108    |
| 9    | Norwegen           | 090    |

### Männer

#### Weltcup-Übersicht
| Datum                                                                                    | Ort                                             | Disziplin                                    | Sieger                                                    | Zweiter                                                  | Dritter                                                      |
| ---------------------------------------------------------------------------------------- | ----------------------------------------------- | -------------------------------------------- | --------------------------------------------------------- | -------------------------------------------------------- | ------------------------------------------------------------ |
| 18. bis 20. Nov. 2011                                                                    | Tscheljabinsk (Uralskaja Molnija)               | 500 m (18. Nov.)                             | Pekka Koskela                                             | Jan Smeekens                                             | Yūya Oikawa                                                  |
| 18. bis 20. Nov. 2011                                                                    | Tscheljabinsk (Uralskaja Molnija)               | 1500 m (18. Nov.)                            | Stefan Groothuis                                          | Shani Davis                                              | Iwan Skobrew                                                 |
| 18. bis 20. Nov. 2011                                                                    | Tscheljabinsk (Uralskaja Molnija)               | 500 m (19. Nov.)                             | Jōji Katō                                                 | Mo Tae-bum                                               | Yūya Oikawa                                                  |
| 18. bis 20. Nov. 2011                                                                    | Tscheljabinsk (Uralskaja Molnija)               | 5000 m (19. Nov.)                            | Jorrit Bergsma                                            | Sven Kramer                                              | Bob de Jong                                                  |
| 18. bis 20. Nov. 2011                                                                    | Tscheljabinsk (Uralskaja Molnija)               | 1000 m (20. Nov.)                            | Stefan Groothuis                                          | Kjeld Nuis                                               | Denny Morrison                                               |
| 18. bis 20. Nov. 2011                                                                    | Tscheljabinsk (Uralskaja Molnija)               | Team (20. Nov.)                              | NiederlandeSven Kramer Jan Blokhuijsen Wouter Olde Heuvel | Vereinigte StaatenShani Davis Jonathan Kuck Brian Hansen | DeutschlandPatrick Beckert Marco Weber Alexej Baumgärtner    |
| 25. bis 27. Nov. 2011                                                                    | Astana (Eispalast Alau)                         | 500 m (25. Nov.)                             | Mo Tae-bum                                                | Tucker Fredricks                                         | Stefan Groothuis                                             |
| 25. bis 27. Nov. 2011                                                                    | Astana (Eispalast Alau)                         | 1500 m (25. Nov.)                            | Wouter Olde Heuvel                                        | Denny Morrison                                           | Håvard Bøkko                                                 |
| 25. bis 27. Nov. 2011                                                                    | Astana (Eispalast Alau)                         | 500 m (26. Nov.)                             | Jan Smeekens                                              | Mo Tae-bum                                               | Tucker Fredricks                                             |
| 25. bis 27. Nov. 2011                                                                    | Astana (Eispalast Alau)                         | 5000 m (26. Nov.)                            | Sven Kramer                                               | Jorrit Bergsma                                           | Alexis Contin                                                |
| 25. bis 27. Nov. 2011                                                                    | Astana (Eispalast Alau)                         | 1000 m (27. Nov.)                            | Stefan Groothuis                                          | Kjeld Nuis                                               | Mo Tae-bum                                                   |
| 25. bis 27. Nov. 2011                                                                    | Astana (Eispalast Alau)                         | Massenstart (27. Nov.)                       | Seung-Hoon Lee 9.40,51 min (CR)                           | Jonathan Kuck                                            | Joo Hyung-joon                                               |
| 2. bis 4. Dez. 2011                                                                      | Heerenveen (Thialf)                             | 500 m (2. Dez.)                              | Tucker Fredricks                                          | Jōji Katō                                                | Mo Tae-bum                                                   |
| 2. bis 4. Dez. 2011                                                                      | Heerenveen (Thialf)                             | 1500 m (2. Dez.)                             | Iwan Skobrew                                              | Kjeld Nuis                                               | Håvard Bøkko                                                 |
| 2. bis 4. Dez. 2011                                                                      | Heerenveen (Thialf)                             | 500 m (3. Dez.)                              | Pekka Koskela                                             | Jōji Katō                                                | Jesper Hospes                                                |
| 2. bis 4. Dez. 2011                                                                      | Heerenveen (Thialf)                             | 10.000 m (3. Dez.)                           | Jorrit Bergsma 12.50,33 min (CR)                          | Bob de Jong                                              | Bob de Vries                                                 |
| 2. bis 4. Dez. 2011                                                                      | Heerenveen (Thialf)                             | 1000 m (4. Dez.)                             | Kjeld Nuis                                                | Sjoerd de Vries                                          | Mo Tae-bum                                                   |
| 2. bis 4. Dez. 2011                                                                      | Heerenveen (Thialf)                             | Team (4. Dez.)                               | NiederlandeSven Kramer Wouter Olde Heuvel Jan Blokhuijsen | SüdkoreaSeung-Hoon Lee Ko Byung-wook Joo Hyung-joon      | DeutschlandPatrick Beckert Alexej Baumgärtner Marco Weber    |
| 2. bis 4. Dez. 2011                                                                      | Heerenveen (Thialf)                             | Demonstrationsrennen - Team-Sprint (4. Dez.) |                                                           |                                                          |                                                              |
| Mehrkampfeuropameisterschaft in Budapest (Városligeti Műjégpálya), 6. bis 8. Januar 2012 |                                                 |                                              |                                                           |                                                          |                                                              |
| 21. bis 22. Jan. 2012                                                                    | Salt Lake City (Utah Olympic Oval)              | 500 m (21. Jan.)                             | Keiichirō Nagashima                                       | Jan Smeekens                                             | Tucker Fredricks                                             |
| 21. bis 22. Jan. 2012                                                                    | Salt Lake City (Utah Olympic Oval)              | 1000 m (21. Jan.)                            | Shani Davis                                               | Denny Morrison                                           | Stefan Groothuis                                             |
| 21. bis 22. Jan. 2012                                                                    | Salt Lake City (Utah Olympic Oval)              | 500 m (22. Jan.)                             | Dmitri Lobkow                                             | Keiichirō Nagashima                                      | Tucker Fredricks                                             |
| 21. bis 22. Jan. 2012                                                                    | Salt Lake City (Utah Olympic Oval)              | 1000 m (22. Jan.)                            | Shani Davis                                               | Stefan Groothuis                                         | Pekka Koskela                                                |
| Sprintweltmeisterschaft in Calgary (Olympic Oval), 28. bis 29. Januar 2012               |                                                 |                                              |                                                           |                                                          |                                                              |
| 11. bis 12. Feb. 2012                                                                    | Hamar (Vikingskipet)                            | 5000 m (11. Feb.)                            | Bob de Jong                                               | Sven Kramer                                              | Jan Blokhuijsen                                              |
| 11. bis 12. Feb. 2012                                                                    | Hamar (Vikingskipet)                            | 1500 m (12. Feb.)                            | Shani Davis                                               | Håvard Bøkko                                             | Stefan Groothuis                                             |
| 11. bis 12. Feb. 2012                                                                    | Hamar (Vikingskipet)                            | Team (12. Feb.)                              | RusslandIwan Skobrew Jewgeni Lalenkow Denis Juskow        | SüdkoreaJoo Hyung-joon Ko Byung-wook Seung-Hoon Lee      | DeutschlandRobert Lehmann Alexej Baumgärtner Patrick Beckert |
| Mehrkampfweltmeisterschaft in Moskau (Eispalast Krylatskoje), 18. bis 19. Februar 2012   |                                                 |                                              |                                                           |                                                          |                                                              |
| 2. bis 4. Mär. 2012                                                                      | Heerenveen (Thialf)                             | 500 m (2. Mär.)                              | Dmitri Lobkow                                             | Hein Otterspeer                                          | Keiichirō Nagashima                                          |
| 2. bis 4. Mär. 2012                                                                      | Heerenveen (Thialf)                             | 1500 m (2. Mär.)                             | Shani Davis                                               | Kjeld Nuis                                               | Håvard Bøkko                                                 |
| 2. bis 4. Mär. 2012                                                                      | Heerenveen (Thialf)                             | 500 m (3. Mär.)                              | Tucker Fredricks                                          | Michel Mulder                                            | Jōji Katō                                                    |
| 2. bis 4. Mär. 2012                                                                      | Heerenveen (Thialf)                             | 10.000 m (3. Mär.)                           | Bob de Jong                                               | Jorrit Bergsma                                           | Håvard Bøkko                                                 |
| 2. bis 4. Mär. 2012                                                                      | Heerenveen (Thialf)                             | 1000 m (4. Mär.)                             | Shani Davis                                               | Stefan Groothuis                                         | Kjeld Nuis                                                   |
| 2. bis 4. Mär. 2012                                                                      | Heerenveen (Thialf)                             | Massenstart (4. Mär.)                        | Jonathan Kuck                                             | Arjan Stroetinga                                         | Alexis Contin                                                |
| 2. bis 4. Mär. 2012                                                                      | Heerenveen (Thialf)                             | Demonstrationsrennen - Team-Sprint (4. Mär.) |                                                           |                                                          |                                                              |
| 9. bis 11. Mär. 2012                                                                     | Weltcup in Berlin (Sportforum Hohenschönhausen) | 500 m (9. Mär.)                              | Jamie Gregg                                               | Pekka Koskela                                            | Mo Tae-bum                                                   |
| 9. bis 11. Mär. 2012                                                                     | Weltcup in Berlin (Sportforum Hohenschönhausen) | 1500 m (9. Mär.)                             | Håvard Bøkko                                              | Kjeld Nuis                                               | Koen Verweij                                                 |
| 9. bis 11. Mär. 2012                                                                     | Weltcup in Berlin (Sportforum Hohenschönhausen) | 500 m (10. Mär.)                             | Michel Mulder                                             | Mo Tae-bum                                               | Jan Smeekens                                                 |
| 9. bis 11. Mär. 2012                                                                     | Weltcup in Berlin (Sportforum Hohenschönhausen) | 5000 m (10. Mär.)                            | Sven Kramer                                               | Bob de Jong                                              | Jonathan Kuck                                                |
| 9. bis 11. Mär. 2012                                                                     | Weltcup in Berlin (Sportforum Hohenschönhausen) | 1000 m (11. Mär.)                            | Shani Davis                                               | Kjeld Nuis                                               | Mo Tae-bum                                                   |
| 9. bis 11. Mär. 2012                                                                     | Weltcup in Berlin (Sportforum Hohenschönhausen) | Team (11. Mär.)                              | NiederlandeKoen Verweij Jan Blokhuijsen Douwe de Vries    | SüdkoreaSeung-Hoon Lee Joo Hyeong-joon Ko Byung-wook     | Vereinigte StaatenShani Davis Brian Hansen Jonathan Kuck     |
| 9. bis 11. Mär. 2012                                                                     | Weltcup in Berlin (Sportforum Hohenschönhausen) | Massenstart (11. Mär.)                       | Jorrit Bergsma                                            | Alexis Contin                                            | Arjan Stroetinga                                             |
| Einzelstreckenweltmeisterschaft in Heerenveen (Thialf), 22. bis 25. März 2012            |                                                 |                                              |                                                           |                                                          |                                                              |

#### 500 Meter
Endstand nach 12 Rennen
| Rang | Name                | Land               | Punkte |
| ---- | ------------------- | ------------------ | ------ |
| 1    | Mo Tae-bum          | Südkorea           | 702    |
| 2    | Pekka Koskela       | Finnland           | 674    |
| 3    | Tucker Fredricks    | Vereinigte Staaten | 646    |
| 4    | Jan Smeekens        | Niederlande        | 625    |
| 5    | Jōji Katō           | Japan              | 547    |
| 6    | Michel Mulder       | Niederlande        | 517    |
| 7    | Jamie Gregg         | Kanada             | 511    |
| 8    | Keiichirō Nagashima | Japan              | 505    |
| 9    | Yūya Oikawa         | Japan              | 461    |
| 10   | Dmitri Lobkow       | Kanada             | 457    |
|      |                     |                    |        |
| 42   | Nico Ihle           | Deutschland        | 011    |
| 47   | Samuel Schwarz      | Deutschland        | 04     |

#### 1000 Meter
Endstand nach 7 Rennen
| Rang | Name             | Land               | Punkte |
| ---- | ---------------- | ------------------ | ------ |
| 1    | Shani Davis      | Vereinigte Staaten | 600    |
| 2    | Stefan Groothuis | Niederlande        | 580    |
| 3    | Kjeld Nuis       | Niederlande        | 486    |
| 4    | Denny Morrison   | Vereinigte Staaten | 394    |
| 5    | Sjoerd de Vries  | Niederlande        | 359    |
| 6    | Mo Tae-bum       | Südkorea           | 306    |
| 7    | Samuel Schwarz   | Deutschland        | 240    |
| 8    | Jamie Gregg      | Kanada             | 208    |
| 9    | Pekka Koskela    | Finnland           | 201    |
| 10   | Alexei Jessin    | Russland           | 196    |

#### 1500 Meter
Endstand nach 6 Rennen
| Rang | Name                | Land               | Punkte |
| ---- | ------------------- | ------------------ | ------ |
| 1    | Håvard Bøkko        | Norwegen           | 472    |
| 2    | Kjeld Nuis          | Niederlande        | 430    |
| 3    | Shani Davis         | Vereinigte Staaten | 425    |
| 4    | Denny Morrison      | Kanada             | 312    |
| 5    | Iwan Skobrew        | Russland           | 301    |
| 6    | Stefan Groothuis    | Niederlande        | 300    |
| 7    | Mark Tuitert        | Niederlande        | 216    |
| 8    | Brian Hansen        | Vereinigte Staaten | 212    |
| 9    | Konrad Niedźwiedzki | Polen              | 192    |
| 10   | Benjamin Macé       | Frankreich         | 165    |
|      |                     |                    |        |
| 25   | Moritz Geisreiter   | Deutschland        | 041    |
| 31   | Robert Lehmann      | Deutschland        | 021    |
| 37   | Bram Smallenbroek   | Österreich         | 011    |
| 39   | Patrick Beckert     | Deutschland        | 08     |

#### 5000/10.000 Meter
Endstand nach 6 Rennen
| Rang | Name               | Land               | Punkte |
| ---- | ------------------ | ------------------ | ------ |
| 1    | Bob de Jong        | Niederlande        | 510    |
| 2    | Sven Kramer        | Niederlande        | 440    |
| 3    | Jorrit Bergsma     | Niederlande        | 360    |
| 4    | Håvard Bøkko       | Norwegen           | 308    |
| 5    | Alexis Contin      | Frankreich         | 300    |
| 6    | Jan Blokhuijsen    | Niederlande        | 246    |
| 7    | Jonathan Kuck      | Vereinigte Staaten | 240    |
| 8    | Douwe de Vries     | Niederlande        | 214    |
| 9    | Moritz Geisreiter  | Deutschland        | 213    |
| 10   | Bart Swings        | Belgien            | 168    |
|      |                    |                    |        |
| 11   | Patrick Beckert    | Deutschland        | 150    |
| 13   | Marco Weber        | Deutschland        | 113    |
| 14   | Alexej Baumgärtner | Deutschland        | 120    |
| 24   | Roger Schneider    | Schweiz            | 037    |
| 45   | Robert Lehmann     | Deutschland        | 02     |
| 45   | Martin Hänggi      | Schweiz            | 02     |

#### Massenstart
Endstand nach 3 Rennen
| Rang | Name               | Land               | Punkte |
| ---- | ------------------ | ------------------ | ------ |
| 1    | Alexis Contin      | Frankreich         | 250    |
| 2    | Jorrit Bergsma     | Niederlande        | 212    |
| 3    | Jonathan Kuck      | Vereinigte Staaten | 196    |
| 4    | Arjan Stroetinga   | Niederlande        | 185    |
| 5    | Seung-Hoon Lee     | Südkorea           | 175    |
| 6    | Marco Weber        | Deutschland        | 108    |
| 7    | Alexej Baumgärtner | Deutschland        | 106    |
| 8    | Joo Hyung-joon     | Südkorea           | 094    |
| 9    | Jan Szymański      | Polen              | 089    |
| 10   | Dmitry Babenko     | Kasachstan         | 088    |
|      |                    |                    |        |
| 11   | Patrick Beckert    | Deutschland        | 068    |
| 30   | Moritz Geisreiter  | Deutschland        | 05     |
| 33   | Martin Hänggi      | Schweiz            | 03     |
| 34   | Bram Smallenbroek  | Österreich         | 02     |

#### Teamlauf
Endstand nach 4 Rennen
| Rang | Land               | Punkte |
| ---- | ------------------ | ------ |
| 1    | Niederlande        | 374    |
| 2    | Südkorea           | 340    |
| 3    | Deutschland        | 300    |
| 4    | Vereinigte Staaten | 281    |
| 5    | Russland           | 150    |
| 6    | Polen              | 141    |
| 7    | Kanada             | 132    |
| 8    | Norwegen           | 113    |
| 9    | Italien            | 109    |
| 10   | Tschechien         | 081    |

## Gesamt
- Platz: Gibt die Reihenfolge der Athleten wieder. Diese wird durch die Anzahl der Weltcupsiege bestimmt. Bei gleicher Anzahl werden die 2. Platzierungen verglichen, danach die 3. Platzierungen
- Name: Nennt den Namen des Athleten
- Land: Nennt das Land, für das der Athlet startete
- Siege: Nennt die Anzahl der Weltcupsiege
- 2. Plätze: Nennt die Anzahl der errungenen 2. Plätze
- 3. Plätze: Nennt die Anzahl der errungenen 3. Plätze
- Gesamt: Nennt die Anzahl aller gewonnenen Medaillen